# Montréjeau
Montréjeau is een gemeente in het Franse departement Haute-Garonne (regio Occitanie). De plaats maakt deel uit van het arrondissement Saint-Gaudens. Montréjeau telde op 1 januari 2022 2.676 inwoners.

## Geografie
De oppervlakte van Montréjeau bedroeg op 1 januari 2022 8,21 vierkante kilometer; de bevolkingsdichtheid was toen 325,9 inwoners per km².

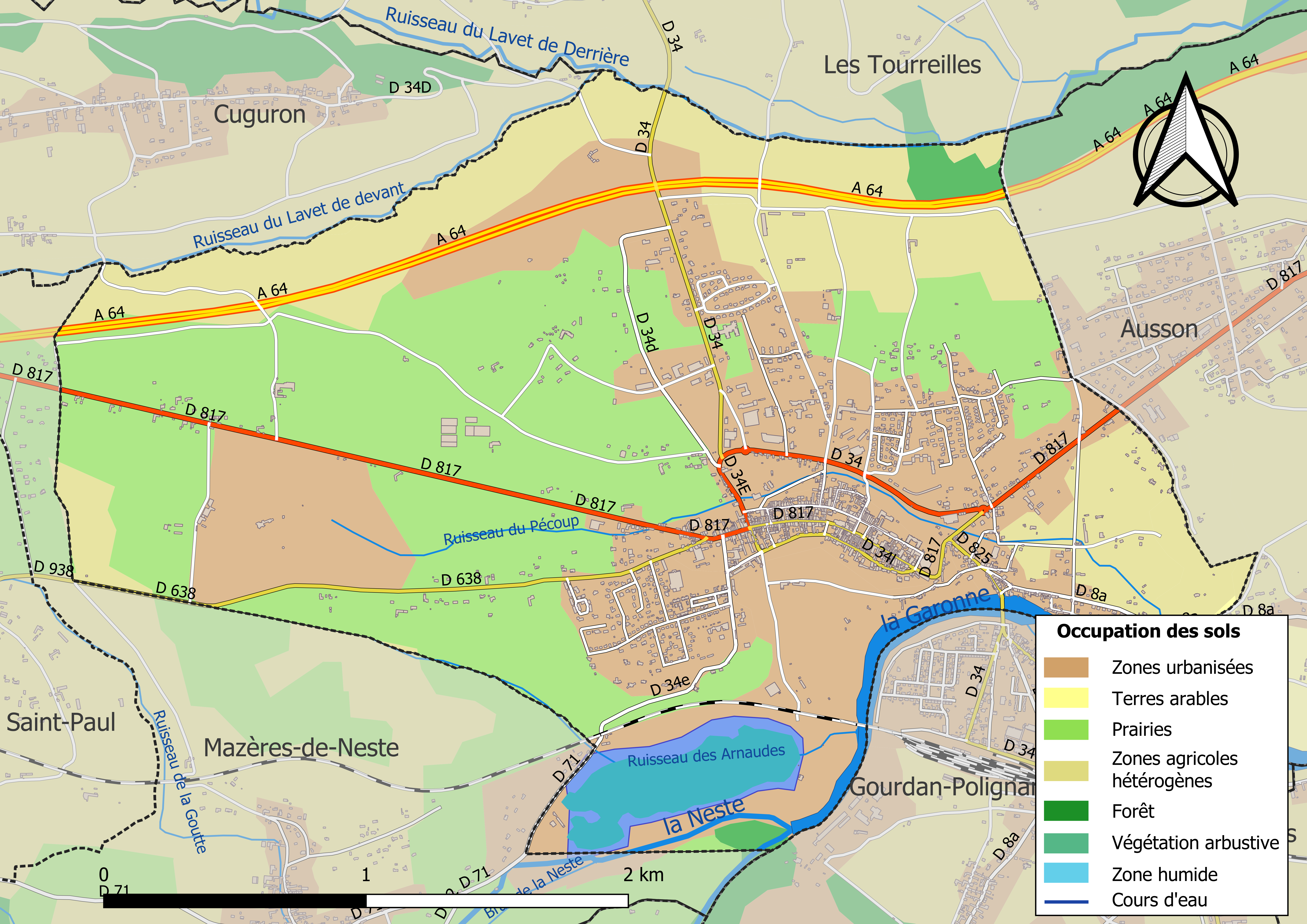
Kaart van de gemeente met belangrijkste infrastructuur, bodemgebruik en omliggende gemeenten

## Demografie
De figuur toont het verloop van het inwonertal (bron: INSEE-tellingen).